# Cyphostemma graniticum
Cyphostemma graniticum är en vinväxtart som först beskrevs av Wild & R. B. Drumm., och fick sitt nu gällande namn av Wild & R. B.Drumm.. Cyphostemma graniticum ingår i släktet Cyphostemma och familjen vinväxter. Inga underarter finns listade i Catalogue of Life.